# 南圪洞街道
南圪洞街道，是中华人民共和国内蒙古自治区包头市东河区下辖的一个乡镇级行政单位。

## 行政区划
南圪洞街道下辖以下地区：
金龙王庙社区、东门大街社区、新中路社区、滨河社区、南龙王庙社区、解放路社区、南龙王庙社区和复圣元社区。